# Školjić (Murter)
Koordinati:   43°49′19″N, 15°34′11″E
Školjić je majhen nenaseljen otoček v srednji Dalmaciji (Hrvaška).
Školjić leži ob zahodni obali otoka Murter ob polotoku Hramina. Njegova površina meri 0,011 km². Dolžina obalnega pasu je 0,39 km.